# Fannyella (Scyphogorgia) liouvillei
Fannyella (Scyphogorgia) liouvillei is een zachte koraalsoort uit de familie Primnoidae. De koraalsoort komt uit het geslacht Fannyella. Fannyella (Scyphogorgia) liouvillei werd in 1913 voor het eerst wetenschappelijk beschreven door Gravier. 